# Isterdalen

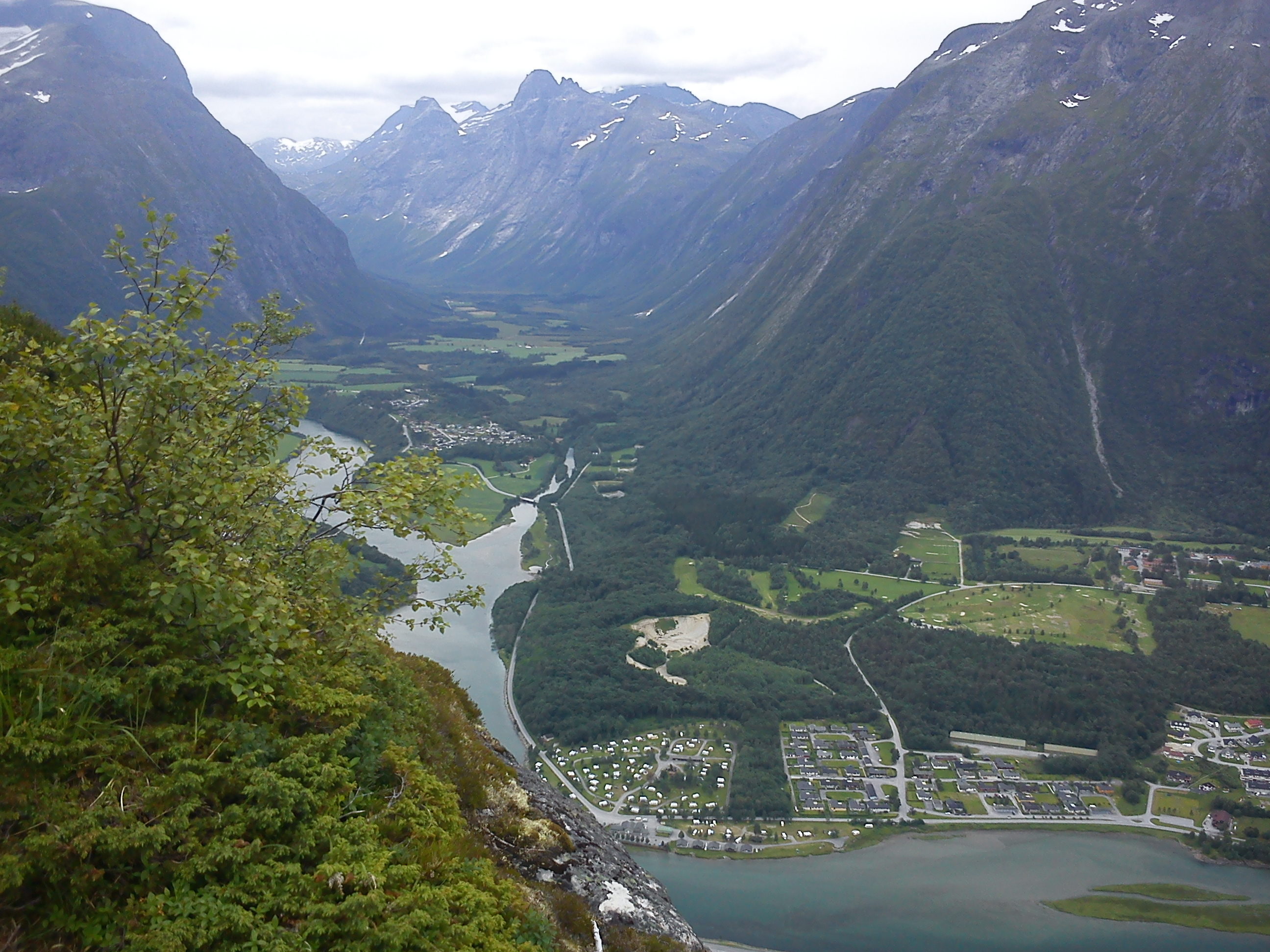
Isterdalen von Süden

Isterdalen ist ein etwa 10 km langes, von der Istra durchflossenes Gebirgstal in der Kommune Rauma, Fylke Møre og Romsdal in Norwegen.

## Geographische Lage
Isterdalen ist ein Nebental von Romsdalen. Beide Täler vereinigen sich ungefähr zwei Kilometer südlich von Åndalsnes. Durch Isterdalen fließt der Fluss Istra. Er mündet etwa einen Kilometer südlich von Åndalsnes von orographisch links in den Fluss Rauma.
Isterdalen erstreckt sich in Nord-Süd-Richtung westlich von Romsdalen. Seine Ostseite bildet der Gebirgszug Trolltindene. Auf seiner Westseite erheben sich von Norden nach Süden die Gipfel Varden (1238 m), Svartebottstinden (1207 m), Karitinden (1356 m), Dronninga (1544 m), Kongen (1614 m) und Bispen (1462 m). Durch das Isterdalen verläuft die Straße Isterdalsvegen, auch Trollstigen genannt, als Teil der Straße Nr. 63, die Åndalsnes mit Valldal verbindet.

## Wirtschaft und Besiedelung
Im nördlichen Teil des Isterdalen befinden sich die Siedlungen Flatmelan, Svartdalen, Brønnsletta und Smalmelan. Der nördliche und mittlere Teil von Isterdalen ist breit und flach und die Istra mäandriert. Der Talboden ist mit einer dicken Lössschicht bedeckt, die aus Ablagerungen der Gletscherflüsse besteht. Der untere Teil des Tales ist kultiviert, im oberen Teil weidet im Sommer Vieh. Im Süden wird das Tal schmaler. Es besteht aus Laubmischwald und Geröll, das von den umliegenden Bergen herunter kommt.

## Tourismus
Etwa in der Mitte des Tales befindet sich der große Campingplatz Trollstigen Camping mit Übernachtungsmöglichkeiten. Von Isterdalen bis zum Parkplatz und Trollstigen Visitor Center auf 697 Meter Höhe führt der Kløvstien, ein Wanderweg, der einem alten Verkehrsweg zwischen Romsdal und Sunnmøre folgt, hinauf. Östlich von Isterdalen befindet sich der Reinheimen-Nationalpark.